# قائمة سفراء الهند لدى دولة فلسطين
سفير الهند لدى فلسطين هو ممثل دولة الهند الرسمي لدى دولة فلسطين. يقع مقر السفارة في مدينة بيتونيا بمحافظة رام الله والبيرة.

## قائمة السفراء
| رئيس البعثة الدبلوماسية    | تاريخ الاعتماد الدبلوماسي | تاريخ الانتهاء | رئيس وزراء الهند            | رئيس دولة فلسطين      | ملاحظات                                      |
| -------------------------- | ------------------------- | -------------- | --------------------------- | --------------------- | -------------------------------------------- |
| T.S. Tirumurti             | 1996                      | 1998           | هاراداناهالي دوده ديفي كودا | ياسر عرفات            |                                              |
| P. Harish                  | 1998                      | 2000           | أتال بيهاري فاجبايي         | ياسر عرفات            |                                              |
| بالا بهسكار                | 2000                      | 2004           | أتال بيهاري فاجبايي         | ياسر عرفات            |                                              |
| Ohm Prakash                | 2004                      | 2006           | مانموهان سينغ               | ياسر عرفات محمود عباس |                                              |
| ذكر الدين الرحمن           | 2006                      | 2008           | مانموهان سينغ               | محمود عباس            | [ 3 ]                                        |
| بيشواديب داي               | 26 يونيو 2008             | 2012           | مانموهان سينغ               | محمود عباس            | [ 5 ]                                        |
| B.S. Mubarak               | 2012                      | 2014           | مانموهان سينغ               | محمود عباس            | [ 6 ]                                        |
| ماهيش كومار                | 2014                      | 2016           | ناريندرا مودي               | محمود عباس            |                                              |
| أنيش راجن                  | 2016                      | 2019           | ناريندرا مودي               | محمود عباس            |                                              |
| سونيل كومار                | 2019                      | مارس 2021      | ناريندرا مودي               | محمود عباس            | [ 8 ]                                        |
| موكل آرايا                 | أبريل 2021                | 6 مارس 2022    | ناريندرا مودي               | محمود عباس            | تُوفي في مكتبه يوم 6 مارس 2022.               |
| رينو ياداف                 | 19 أبريل 2023             | 21 أبريل 2025  | ناريندرا مودي               | محمود عباس            | في 5 يونيو 2023، تقبل الرئيس أوراق اعتمادها. |
| ماهيما سيكاند (Q134492358) | 11 مايو 2025              | لا تزال        | ناريندرا مودي               | محمود عباس            |                                              |

## وصلات خارجية
- موقع سفارة الهند الرسمي لدى فلسطين